# Дитиокарбаматы
Дитиокарбаматы - соли неустойчивых дитиокарбаминовых кислот (амидов дитиоугольных кислот) общей формулы RR'NC(=S)SH, где R и R' - органические радикалы или H. Дитиокарбаматы - кристаллические вещества, дитиокарбаматы щелочных металлов и аммония растворимы в воде, дитиокарбаматы переходных металлов - нерастворимы.

## Синтез
Стандартный метод синтеза дитиокарбаматов - взаимодействие первичных или вторичных аминов с сероуглеродом в присутствии щелочей либо оснований:
RR'NH + CS2 + OH- {\displaystyle \to } RR'NC(=S)S- + H2O
Легче всего протекает реакция с первичными аминами - так, например, анилин на холоде взаимодействует с сероуглеродом и концентрированным водным аммиаком с образованием фенилдитиокарбамата аммония с выходом ~80%. 
Сам сероуглерод реагирует с аммиаком в этаноле с образованием дитиокарбамата аммония:
2 NH3  +  CS2 {\displaystyle \to }   H2NCS2−NH4+
Вторичные амины менее реакционноспособны, в случае малореакционноспособных вторичных ароматических аминов синтез проводят в апротонных растворителях в присутствии сильных оснований (NaH в тетрагидрофуране, КОН в диметилсульфоксиде и т.п.).
Дитиокарбаматы также могут быть получены взаимодействием изотиоцианатов с гидросульфидом натрия:
R-N=C=S + HS- {\displaystyle \to } RHNC(=S)S- ,
однако этот метод не имеет практического значения, так как изотиоцианаты обычно синтезируют обессериванием дитиокарбаматов.

## Реакционная способность
Оба атома серы в дитиокарбаматах являются сильными и мягкими нуклеофилами, несущими отрицательный заряд, что обусловлено резонансом:
Следствием этого является склонность дитиокарбамат-анионов образовывать хелатные комплексы с переходными металлами:
Протонирование N-замещенных дитиокарбаматов ведет к образованию слабых (рКа ~3-4) неустойчивых дитиокарбаминовых кислот, разлагающихся в водных растворах до сероуглерода и амина, незамещенная дитиокарбаминовая кислота разлагается с образованием сероуглерода, сероводорода и роданида аммония.
Дитиокарбаматы щелочных металлов легко алкилируются с образованием дитиоуретанов (эфиров дитиокарбаминовых кислот):
R2NC(=S)S- + R'X {\displaystyle \to } R2NC(=S)SR' + X-
Ацилирование затруднено, при ацилировании фосгеном образуются тиураммоносульфиды:
2 RR'NC(=S)SNa + СОСl2 {\displaystyle \to } RR'NC(=S)SC(=S)NRR' + COS + 2NaCl
При нагревании дитиокарбаматы щелочных металлов обычно разлагаются с облазованием N,N'-замещенных тиомочевин:
2PhNHC(=S)SK {\displaystyle \to } S=C(NHPh)2 + CS2 + K2S
Окисление дитиокарбаматов щелочных металлов идет аналогично окислению тиолятов - с образованием дисульфидной связи, продуктом реакции являются тиурамдисульфиды RR'NC(=S)S-SC(=S)NRR'.